# Ressourcenorientierung
Der Begriff der Ressourcenorientierung wird in verschiedenen Disziplinen in etwas unterschiedlicher Bedeutung verwendet. Im Kontext der Betriebswirtschaftslehre und der Arbeits- und Organisationspsychologie ist er auf Ressourcen ausgerichtet, die Unternehmen, Teams, Arbeitsgruppen und komplexe Systeme zu Handlungen befähigen, vor allem auf materielle und immaterielle Güter und Werte. Im Kontext von Psychologie, Pädagogik, Psychotherapie, Sozialer Arbeit und Soziologie fokussiert der Begriff materielle und immaterielle Ressourcen von Personen und/oder des Familien- und Herkunftssystems. Hier bezieht sich Ressourcenorientierung auf Methoden, Vorgehensweisen und Haltungen, die die persönlichen, wie auch zwischenmenschlichen Potenziale, Stärken oder Kraftquellen von Individuen in den Vordergrund stellen (Siehe dazu auch Ressourcentheorie). Personale Ressourcen können durch spezifische Interventionen gefördert werden.

## Betriebswirtschaft
Die Ressourcenorientierung bzw. Ressourcentheorie, oft auch Resource-based View (RBV), ist seit Ende der 1970er Jahre von verschiedenen Fachwissenschaftlern vertretene Theorie zur alternativen Erklärung von Wettbewerbsvorteilen von Unternehmen, in denen der Begriff der Ressource in den Mittelpunkt gestellt wird. Stellvertretend können Jeffrey Pfeffer und Gerald R. Salancik genannt werden.
Die wissenschaftliche Disziplin des Strategischen Managements hat bei der Untersuchung des Unternehmenserfolgs einen stetigen Wandel erfahren: Während in den 1970er Jahren eine relativ einseitige Ausrichtung am Absatzmarkt existierte, so herrschte in den 1980er Jahren eine intensive Wettbewerbs- und Umweltorientierung vor. Die Hauptaussagen dieses Paradigmas gipfeln in der Marktstruktur-Marktverhaltens-Marktergebnis-Hypothese (Structure-Conduct-Performance-Hypothese), in der der Erfolg eines Unternehmens auf seine strategische Anpassung an extern gegebene Faktoren, wie z. B. Branchencharakteristika, abgestellt wird. In den 1990er Jahren geriet die einseitige Ausrichtung des Strategischen Managements an externen Faktoren immer mehr in die Kritik. Unter Rückgriff auf Edith Penrose, die bereits 1959 in „The Theory of the Growth of the Firm“ Erfolg auf die Qualität interner Ressourcen zurückführt, wurde die Idee eines Resource-based View reanimiert. Im RBV werden also zwei Ansätze vereint: zum einen werden strategische Vorteile von Unternehmen darauf zurückgeführt, dass Unternehmen über andere, strategisch wertvollere Ressourcen verfügen; zum anderen, dass sie ihre Ressourcen besser als ihre Konkurrenz nutzen können. Unterschiede im Unternehmenserfolg werden hier – wie auch in anderen Ansätzen der Evolutionsökonomik – in der Ressourcenausstattung bzw. auf den Ressourcenmärkten gesehen.

### Kernkompetenzansatz
Der im RBV verankerte Kernkompetenzansatz von Prahalad und Hamel verengt das Feld potenziell wettbewerbsrelevanter Ressourcen eines Unternehmens auf bestimmte Kompetenzen des Unternehmens. Diese sollen so beschaffen sein, dass sie bei der Produktion einer Vielzahl von Gütern und Dienstleistungen genutzt werden können und dabei den Kunden einen möglichst hohen Nutzenzuwachs bringen. Ferner sollte das Unternehmen möglichst alleine über diese Kernkompetenz verfügen. Hieraus wird u. a. als strategisches Unternehmensziel die Entwicklung eines Alleinstellungsmerkmals gefordert (auch: Unique Selling Proposition resp. USP).

### Kooperative Strategien im RBV
Obwohl der RBV einen unternehmensinternen Fokus einnimmt, haben auch kooperative Beziehungen ihren Stellenwert innerhalb des RBV.
Gründe und Ziele für kooperative Beziehungen aus der Perspektive des RBV sind:
- Zugang und Integration externer Ressourcen (zur Generierung von Wettbewerbsvorteilen müssen externe Ressourcen in die unternehmensinternen Prozesse integriert sein)
- Kosten- und Zeitaspekte rein interner Beschaffung und Generierung von Ressourcen (Beschleunigung des Produktionslebenszyklus z. B.)
- Kurzfristige Nutzung von komplementären Ressourcen
- Einseitigkeit der Nutzenmaximierung (unternehmungsegoistisches Ziel des „outlearning“)

Der Markt als Organisationsform spielt innerhalb des RBV (fast) keine Rolle. Das liegt zum einen an der schwachen Informationsdichte der Marktbeziehungen, die es nicht erlaubt, strategische Ressourcen zu bilden. Im Markt existieren kaum nicht-monetäre Anreize, wertvolle Informationen zwischen Unternehmungen auszutauschen. Der RBV ist hierarchiegebunden, auch wenn Kooperationen analysiert werden. Netzwerke werden als Medium interner Vorteilsgenerierung gesehen, wo jeder Partner versucht, wertvolle Ressourcen des anderen zu integrieren, mit der Absicht, Vorteile in Form einer Kooperationsrente zu generieren.

### Kritik und Einschränkungen
- Langfristige Wertschöpfungs-Potenziale im Rahmen einer Kooperation sind schwer in die Logik des RBV integrierbar. Der RBV trägt nur unzureichend zur Erklärung unternehmensübergreifender Kooperationen bei.
- Inkonsistente Vorstellung über unternehmensinterne Austauschprozesse. Es besteht die Gefahr, dass ein Partner versucht, an wertvolle Ressourcen des anderen Partners zu gelangen, ohne dabei den Zugang zu eigenen strategischen Ressourcen zu gewährleisten. Dies führt zu Misstrauen und zur Auflösung der Partnerschaft.
- Statisches Verständnis der Kooperationen. Ressourcen und Motivation sind einem ständigen Wandel ausgesetzt. Zugang zu sich verändernden Ressourcen impliziert langfristige kooperative Beziehung.
- Ausschließliche Anwendung der Organisationstheorien. Eine Integration sozialer Theorien erfolgt nicht.

## Pädagogik und Unterricht
Unter Ressourcenorientierung versteht man in der Pädagogik jenen Zugang, bei welchem im erzieherischen Rahmen versucht wird, die Fähigkeiten bzw. Ressourcen einer Person zu finden und diese im Sinne einer optimierten Erziehung nutzbar zu machen. In der Pädagogik sollen Informationen über Stärken und Interessen des Lernenden Ausgangspunkt für die Unterstützung sein, die der Pädagoge geben kann. Zur Überwindung von Schwächen wird im Zuge der Ressourcenorientierung an den Stärken des Lernenden angesetzt.
Im Unterricht lassen sich über kollektive Konstruktion von Wissen Problemlösungen erarbeiten. Dies setzt voraus, dass Schüler und Studenten systematisch daran gewöhnt werden, gemeinsam Wissen zu erstellen. Der Prozess verläuft dergestalt, dass ungeordnete Informationen in die Gruppe eingegeben und von der Gruppe zu Handlungswissen umgeformt werden. Nicht mehr Linearität a priori (Schüler und Studenten werden mit geordnetem Wissen versorgt) wird angeboten, sondern die Lerner müssen aktiv aus ungeordneten Informationen Ordnung schaffen, also Linearität a posteriori herstellen. Bei diesem Vorgang ist jeder Schüler und jeder Student mit seinem Wissen und seinen Fähigkeiten gewünscht und gefordert. Insofern sind alle Teilnehmer im Unterricht Ressourcenlieferanten. Um den Informationsfluss zu sichern, insbesondere im virtuellen Raum, soll im Unterricht systematisch Netzsensibilität entwickelt werden (vgl. Lernen durch Lehren).

## Psychologie, Psychotherapie und Soziale Arbeit
Ressourcenorientierung basiert in den Interventionswissenschaften auf der Idee, dass Ressourcen für die Bewältigung alltäglicher und besonderer Aufgaben und Lebensanforderungen von zentraler Bedeutung sind und letztlich die psychische und physische Gesundheit und das Wohlbefinden von ihrer Verfügbarkeit und ihrem Einsatz abhängig sind. Ressourcenorientierung wird als grundlegende Haltung und als handlungsleitendes Prinzip, jedoch nicht als eine eigene Methode verstanden. Ressourcenorientierung umfasst Kritik an Verfahren, die stark auf Vergangenes fokussieren (wie z. B. die Psychoanalyse) und führt zu einer Relativierung des Expertenstatus von Professionellen wie Psychotherapeuten oder Sozialarbeitern. Grundlegend ist auch die Auffassung, dass jeder Mensch selbst und/oder im Zusammenwirken mit seinem sozialen Umfeld Ressourcen zur Verfügung hat bzw. entwickeln kann, die zumindest zu einer Verbesserung seiner Lebensgestaltung oder Problemlage beitragen können. Dabei ist allerdings zu beachten, dass psychisch belasteten Menschen ihre persönlichen wie auch sozialen Ressourcen weniger zugänglich sind und dementsprechend auch nur eingeschränkter genutzt werden können.
Ressourcenorientierte Herangehensweisen in Beratung, Therapie und Sozialer Arbeit, heben in der Gesprächsführung die Ressourcen einer Person, beispielsweise ihre persönlichen und sozialen Fähigkeiten hervor, die zur Problembewältigung bzw. Lösungen beitragen können oder auch in der Vergangenheit schon beigetragen haben. Dadurch werden den Klienten eigene Ressourcen und Stärken (wieder) bewusst und für eine Problembewältigung zugänglich Ressourcenaktivierung. Dieser auf Ressourcen ausgerichtete Erkenntnisprozess soll den Klienten ermöglichen, ihre Stärken und Fähigkeiten (wieder) wahrzunehmen und von einer zumeist hoch belastenden Fixierung auf die eigenen Probleme und Unzulänglichkeiten abzulassen. Dadurch sollen Selbstwert und Selbstvertrauen gestärkt und Zuversicht auf gelingende und selbst gesteuerte persönliche Entwicklungen stabilisiert werden.
Über dieses Vorgehen werden in Beratung, Therapie oder Sozialer Arbeit bestehende Ressourcen hervorgehoben und für eine Nutzung aktiviert (vgl. Empowerment). Zum anderen wird das ressourcenorientierte Setting selbst zu einer Ressource für Klienten und zu einem bedeutsamen Wirkfaktor für psychische und verhaltensmäßige Veränderung (vgl. Wirkfaktoren von Psychotherapie).
Kritisch zu sehen ist die Auffassung, dass alle Ressourcen für die individuelle Lebensführung in irgendeiner Weise bereits vorhanden  seien. Damit werden wesentliche (gesellschaftliche) Kontextfaktoren wie die Ungleichverteilung von Ressourcen, aber auch Diskriminierung ausgeblendet. (Siehe auch Ressourcentheorie.) Vielfach müssen Ressourcen erst im Zusammenwirken mit sozialen und kulturellen Bedingungen erstellt und gefestigt werden.

## Ressourcenangebot in der virtuellen Welt
Das Internet ist nicht nur selbst eine weitgehend freie (Gratis-)Ressource, sondern stellt jedem einzelnen und jeder Organisation Zugang zu einem breiten Ressourcenpotenzial zur Verfügung. Dies gilt nicht nur im Hinblick auf das Angebot an Informationen (Datenbanken, Lexika), Beschaffungsquellen, Akquise-, Finanzierungs- und Vertriebskanälen, das dazu beiträgt, dass Unternehmen ihre Fix- und Transaktionskosten senken können, sondern auch auf die Möglichkeit, Menschen zu mobilisieren. So kann man im Rahmen von Foren und Chats Hilfe von anderen zu jedem Anliegen bekommen. Es bilden sich auch Communities, die gegenseitige Hilfe als stabiles Merkmal aufweisen. Je deutlicher und offener jeder einzelne sich im Netz präsentiert (individuelle Homepage) und als Ressource anbietet, desto stärker kann er angedockt und in Anspruch genommen werden. Intensive Zusammenarbeit im Netz wird durch Offenlegung von Ressourcen begünstigt.

### Betriebswirtschaft
- J. B. Barney: Firm Resources and Sustained Competitive Advantage. In: Journal of Management. 17. Jg., H. 1, 1991, S. 99–120.
- T. R. Crook, D. K. Ketchen, J. G. Combs, S. Y. Todd: Strategic Resources and Performance: A meta-analysis. In: Strategic Management Journal. Vol. 29, No. 11, 2008, S. 1141–1154.
- A. Fried: Was erklärt die Resource-Based View of the Firm? In: M. Moldaschl (Hrsg.): Nachhaltigkeit von Arbeit und Rationalisierung: Interdisziplinäre Perspektiven. Hampp, München 2004.
- D. G. Hoopes, T. L. Madsen, G. Walker: Guest Editors’ Introduction to the Special Issue: Why is There a Resource-Based View? Toward a Theory of Competitive Heterogeneity. In: Strategic Management Journal. 24, 2003, S. 889–902.
- M. A. Peteraf: The cornerstones of competitive advantage: a resource-based view. In: Strategic Management Journal. Vol. 14, No. 3, 1993, S. 179–191.
- Richard P. Rumelt: How much does industry matter? In: Strategic Management Journal. Vol. 12, No. 3, 1991, S. 167–185.
- David J. Collis, Cynthia A. Montgomery: Competing on Resources: Strategy in the 1990s. Harvard Business Review, July-August 1995.
- D. Teece, G. Pisano, A. Shuen: Dynamic Capabilities and Strategic Management. In: Strategic Management Journal. Vol. 18, No. 7 1997, S. 509–533.
- B. Wernerfelt: A resource-based view of the firm. In: Strategic Management Journal. Vol. 5, 1984, S. 171–180.

### Pädagogik und Unterricht
- Jean-Pol Martin, Guido Oebel: Lernen durch Lehren: Paradigmenwechsel in der Didaktik? In: Deutschunterricht in Japan. 12, 2007, S. 4–21. (Zeitschrift des Japanischen Lehrerverbandes, ISSN 1342-6575) (PDF) (Memento vom 24. Mai 2010 im Internet Archive)

### Psychologie, Psychotherapie, Soziale Arbeit
- Alban Knecht, Franz-Christian Schubert (Hrsg.): Ressourcen im Sozialstaat und in der Sozialen Arbeit. Zuteilung – Förderung – Aktivierung. Kohlhammer, Stuttgart 2012, ISBN 978-3-17-021810-9.
- Thomas Möbius, Sibylle Friedrich: Ressourcenorientiert Arbeiten. Anleitung zu einem gelingenden Praxistransfer im Sozialbereich. VS Verlag, Wiesbaden 2010.
- Franz-Christian Schubert: Ressourcenorientierung im Kontext von Lebensführung. Grundlegende Theorien und konzeptionelle Entwicklungen. In: Verhaltenstherapie & psychosoziale Praxis. 48. Jg. (4), 2016, S. 827–844.
- Johannes Schaller, Heike Schemmel: Ressourcen. Ein Hand- und Lesebuch zur psychotherapeutischen Arbeit. 2. Auflage. dgvt, Tübingen 2013.